# John Millson (Politiker)

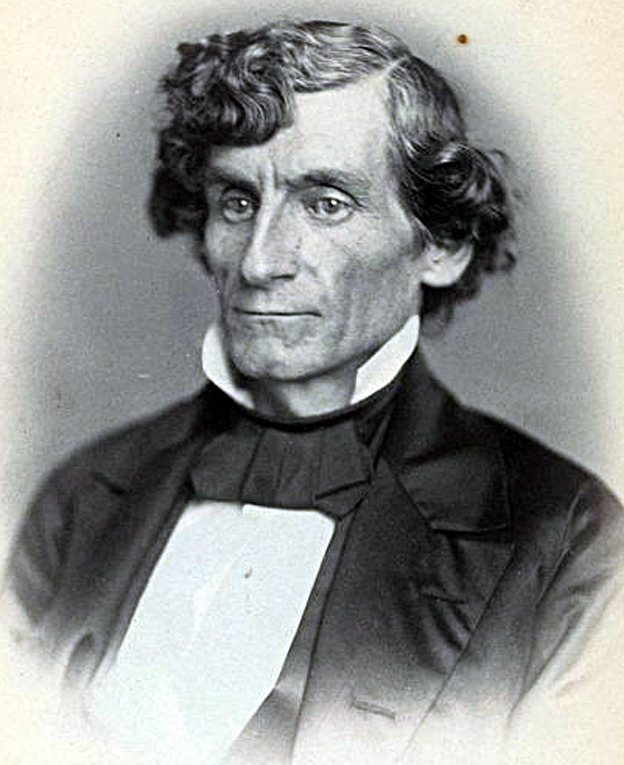
John Millson (1859)

John Singleton Millson (* 1. Oktober 1808 in Norfolk, Virginia; † 1. März 1874 ebenda) war ein US-amerikanischer Politiker. Zwischen 1849 und 1861 vertrat er den Bundesstaat Virginia im US-Repräsentantenhaus.

## Werdegang
John Millson genoss eine akademische Ausbildung. Nach einem anschließenden Jurastudium und seiner 1829 erfolgten Zulassung als Rechtsanwalt begann er in Norfolk in diesem Beruf zu arbeiten. Gleichzeitig schlug er als Mitglied der Demokratischen Partei eine politische Laufbahn ein. Bei den Kongresswahlen des Jahres 1848 wurde Millson im ersten Wahlbezirk von Virginia in das US-Repräsentantenhaus in Washington, D.C. gewählt, wo er am 4. März 1849 die Nachfolge von Archibald Atkinson antrat. Nach fünf Wiederwahlen konnte er bis zum 3. März 1861 sechs Legislaturperioden im Kongress absolvieren. Diese waren von den Ereignissen im Vorfeld des Bürgerkrieges geprägt.
Seit 1853 vertrat Millson als Nachfolger von Richard Kidder Meade den zweiten Distrikt seines Staates. Von 1851 bis 1853 war er Vorsitzender des Committee on Revolutionary Pensions. Da der Staat Virginia Anfang 1861 aus der Union austrat, wurde John Millsons Mandat im Kongress nicht mehr besetzt. Erst im Jahr 1870 wurde das zweite Sitz von Virginia mit dem Republikaner James H. Platt wieder neu besetzt.
Nach dem Ende seiner Zeit im US-Repräsentantenhaus praktizierte John Millson wieder als Anwalt. Er starb am 1. März 1874 in seiner Heimatstadt Norfolk.